# Larra
Larra – miejscowość i gmina we Francji, w regionie Oksytania, w departamencie Górna Garonna.
Według danych na rok 2018 gminę zamieszkiwało 1991 osób, a gęstość zaludnienia wynosiła 120 osób/km² (wśród 3020 gmin regionu Midi-Pireneje Larra plasuje się na 352. miejscu pod względem liczby ludności, natomiast pod względem powierzchni na miejscu 696.).

## Zabytki

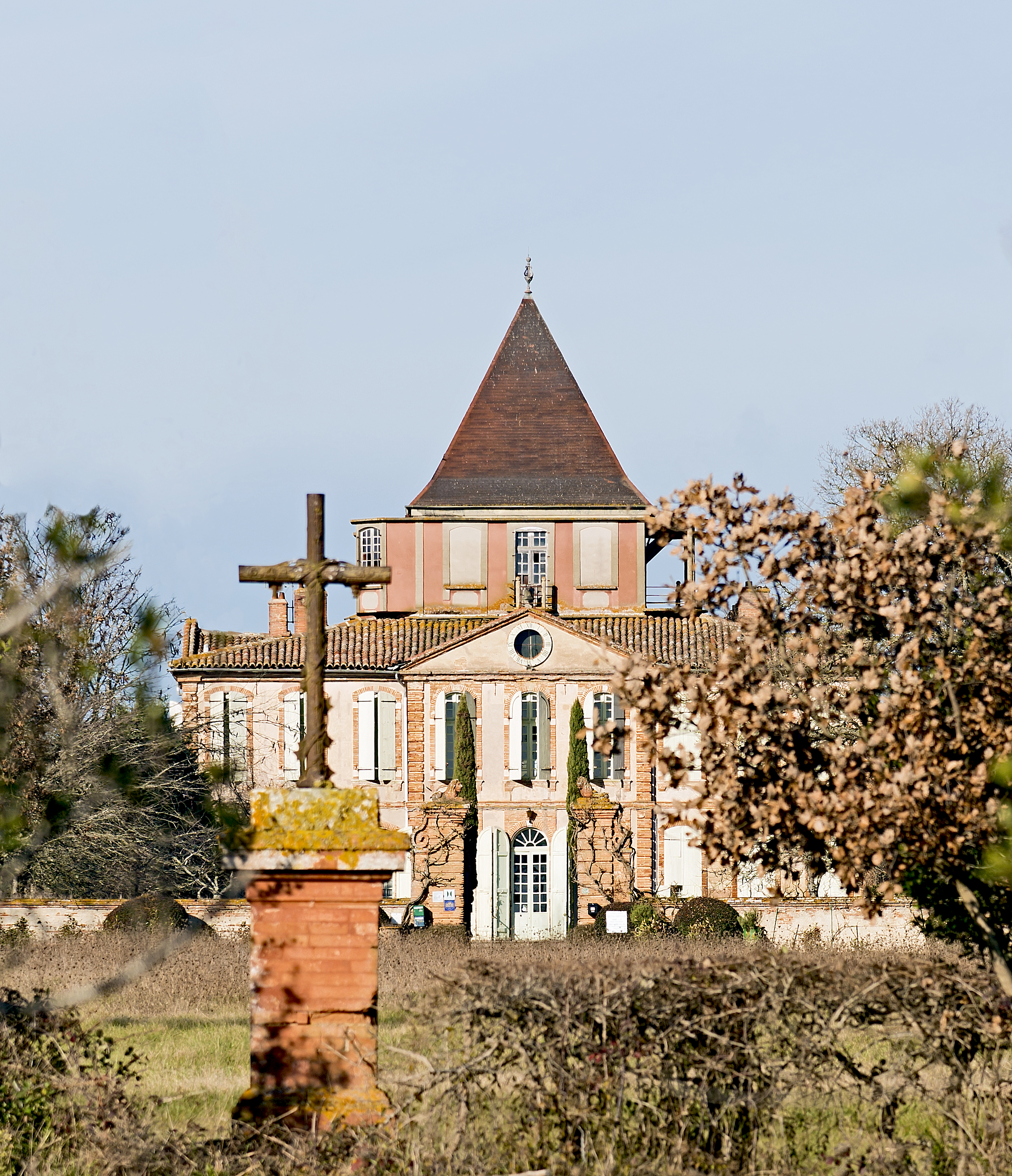
Zamek.
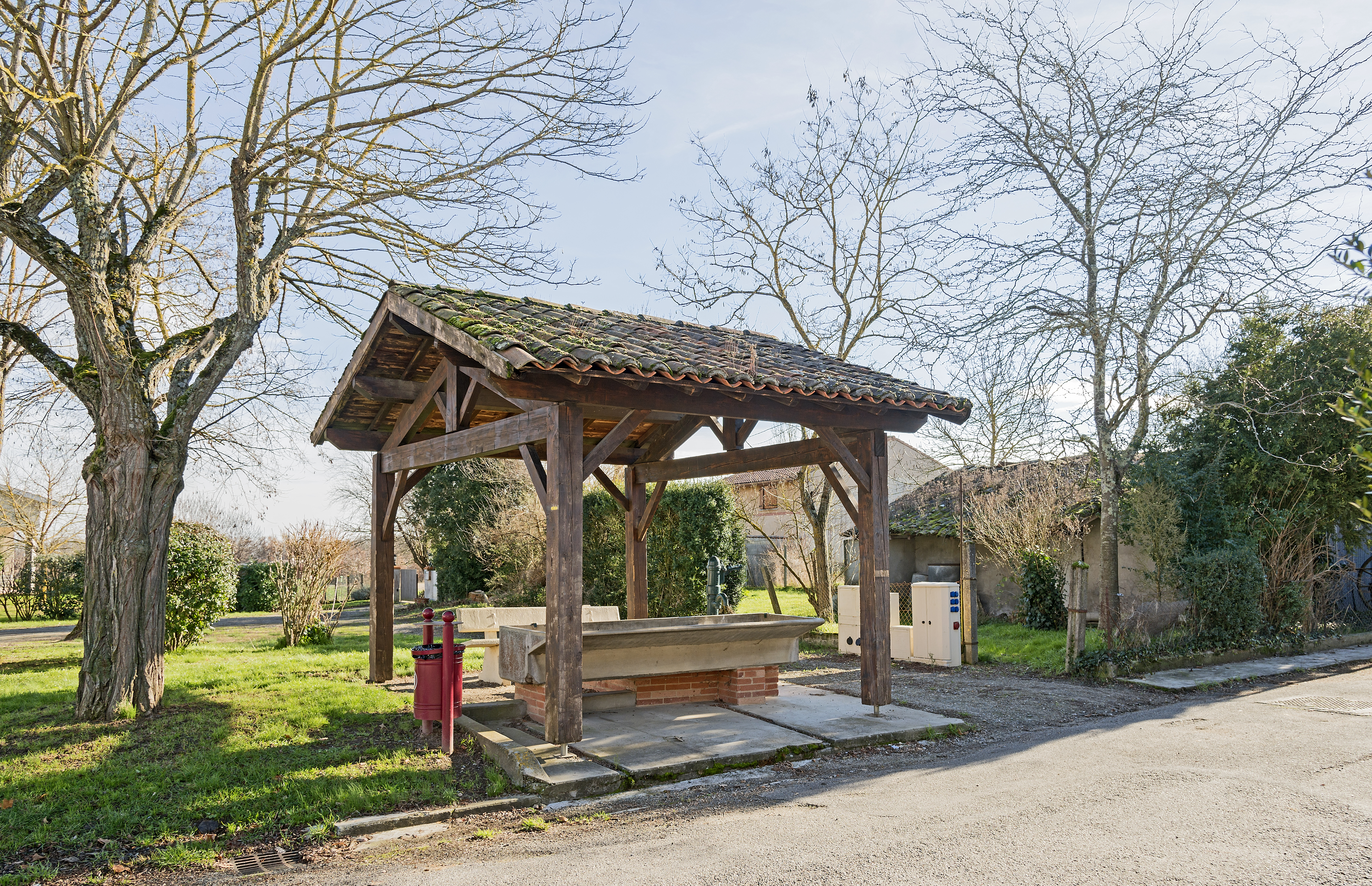
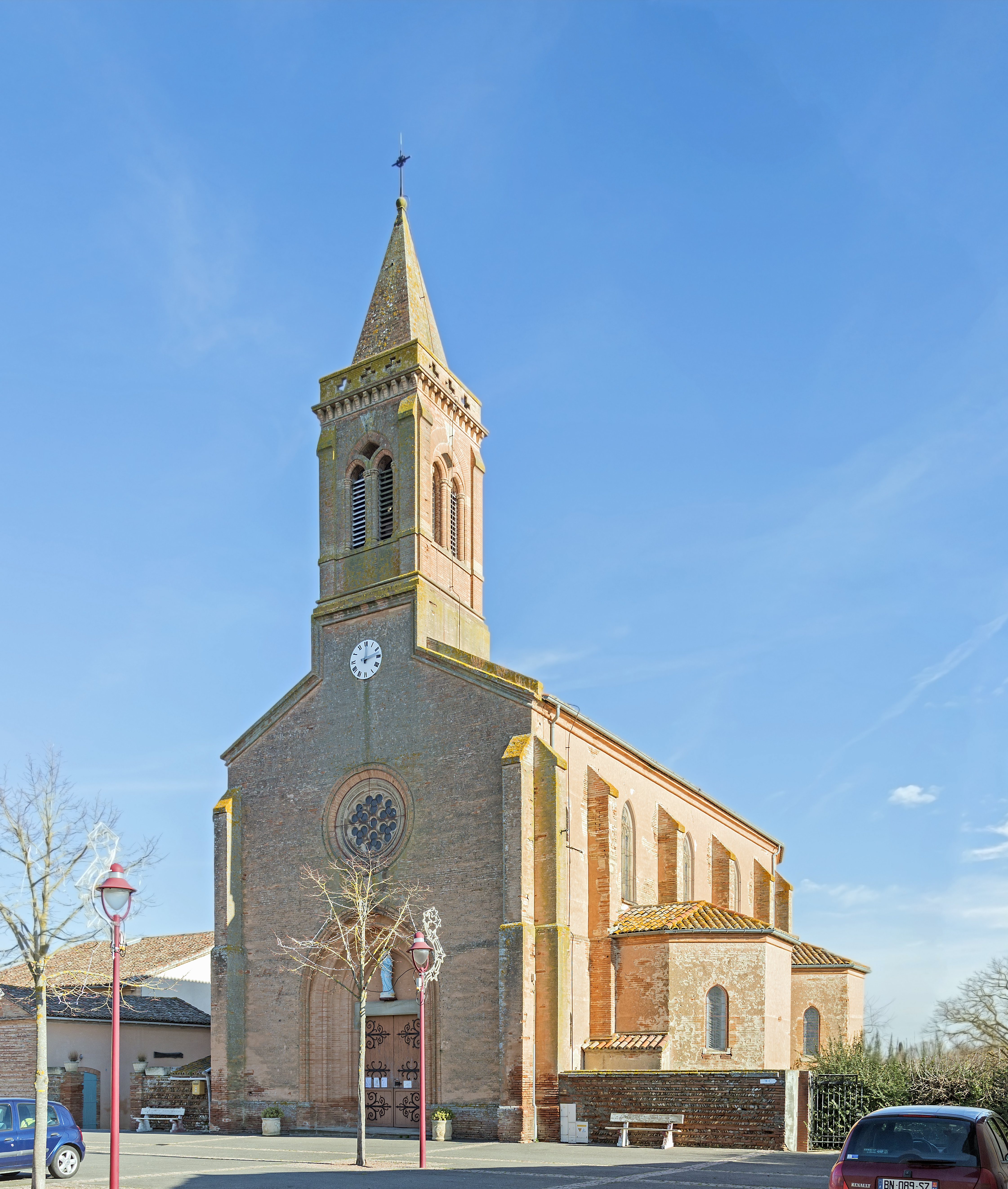
Kościół.